# Hotel Rutherford
El Hotel Rutherford (en inglés: Rutherford Hotel) es un hotel de lujo en Nelson, Nueva Zelanda. Recibe su nombre en honor del físico y premio Nobel sir Ernest Rutherford. Con 113 habitaciones, es el hotel más grande de Nelson y, con nueve plantas, el edificio más alto de la ciudad. Fue inaugurado en 1972 por el entonces primer ministro Norman Kirk. Forma parte de la cadena hotelera Heritage.
El hotel está situado en la intersección de Trafalgar Square y Nile Street West, con su entrada principal en la plaza que bordea los jardines de la catedral de Nelson.
Sus dos salas de congresos pueden acoger 1000 conferenciantes en total  y en 2013 el hotel fue sede del congreso anual del partido político entonces en el gobierno, el Partido Nacional de Nueva Zelanda.